# Astyanax
Astyanax (grekiska: Αστυάναξ) är i grekisk mytologi Hektors och Andromaches son. Under det trojanska kriget dräptes han genom att bli kastad från stadsmuren.